# 밀양 오방리 강동구
밀양 오방리 강동구(密陽 五方里 江東邱)는 대한민국 경상남도 밀양시 초동면 오방리 동네밖 길가에 마련된 흙으로 쌓은 작은 언덕으로, 조광익(1537∼1578)의 효행과 아우 조호익(1545∼1609)과의 우애를 기리어 후손들에게 귀감이 되도록 하기 위해 조성된 것이다. 1992년 10월 21일 경상남도의 기념물 제120호로 지정되었다.

## 개요
오방리 동네밖 길가에 마련된 흙으로 쌓은 작은 언덕으로, 조광익(1537∼1578)의 효행과 아우 조호익(1545∼1609)과의 우애를 기리어 후손들에게 귀감이 되도록 하기 위해 조성된 것이다.
조광익은 조선 중기의 문신이요 학자로, 호는 취원당이다. 이황의 문인이며 성리학을 깊이 연구하였으며, 명종 13년(1558) 생원·진사 두 시험에 합격하여 벼슬길에 올라 의금부도사에 이르렀다. 선조 11년(1578) 강동으로 유배된 아우 조호익을 만나려 평안도도사의 직책을 얻어 갔다가 42세 나이로 생을 마치었다. 밀양 오방리에서 장례를 치루었으나, 강동의 선비와 백성들이 강동의 흙을 가지고 천리길인 오방리까지 와서 무덤 위에 흙을 덮고 남은 것으로 조그마한 언덕을 만들어 대나무를 심었다. 후손들이 그 우애를 기념하여 ‘강동구’라 하였으며, 선조는 형제의 우애를 표창하고 『삼강행실도』에 그 수록하였다.
언덕 앞에 있는 비각은 강동구의 유례를 널리 알리기 위해 후손들이 세운 것이다.

## 참고 문헌
- 밀양오방리강동구 - 국가유산청 국가유산포털